# Grammangis
Genre
Classification phylogénétique
Grammangis est un genre d'orchidées epiphytes, endémiques à Madagascar, comptant 2 espèces.

## Étymologie
Le nom Grammangis a été formé à partir du grec "gramma" = lettre et "angis"= pied.

## Répartition
Forêts humides, du centre-est de Madagascar, sous ombre modérée.

## Liste d'espèces
- Grammangis ellisii (Lindl.) Rchb.f., 1860
- Grammangis spectabilis Bosser & Morat, 1969